# سام سافج
سام سافج (بالإنجليزية: Sam Savage)‏ (9 نوفمبر 1940، كامدن في الولايات المتحدة - 17 يناير 2019، ماديسون في الولايات المتحدة)؛ شاعر، كاتب وروائي أمريكي. درس في جامعة ييل.

## أعمال مترجمة إلى العربية
| الكتاب                   | المترجم      | سنة النشر | ملاحظات |
| ------------------------ | ------------ | --------- | ------- |
| مغامرات قارض كتب (رواية) | أشرف القرقني | 2022      | [ 6 ]   |

## روابط خارجية
- سام سافج على موقع IMDb (الإنجليزية)